# The Brand of Cain
The Brand of Cain est un film muet américain réalisé par Colin Campbell et sorti en 1916.

## Fiche technique
- Réalisation : Colin Campbell
- Scénario : Wallace Clifton
- Date de sortie : États-Unis : 4 décembre 1916

## Distribution
- Harry Lonsdale
- Wheeler Oakman
- Kathlyn Williams